# Resenha
Uma resenha é uma avaliação de uma publicação, produto, serviço ou empresa ou uma visão crítica sobre assuntos atuais na literatura, política ou cultura. Além de uma avaliação crítica, o autor da resenha pode atribuir ao trabalho uma classificação para indicar seu mérito relativo.
Uma compilação de resenhas pode ser chamado de resenha.
As resenhas podem ser aplicadas a um filme (uma resenha cinematográfica), um jogo eletrônico (uma resenha de jogo eletrônico), uma composição musical (uma resenha musical de uma composição ou gravação), um livro (uma resenha de livro); uma peça de hardware como um carro, eletrodomésticos ou computador; ou software como software de negócios, software de vendas; ou um evento ou apresentação, como um concerto ao vivo, peça de teatro, espetáculo de teatro musical, espetáculo de dança ou exposição de arte.
Na esfera cultural, The New York Review of Books, por exemplo, é uma coletânea de ensaios sobre literatura, cultura e atualidades. National Review, fundada por William F. Buckley Jr., é uma revista conservadora, Monthly Review é um periódico socialista de longa data.